# Denis Tsargush
Denis Tsargush (né le 1er septembre 1987 à Goudaouta (RSS de Géorgie)) est un lutteur libre russe. Il est Abkhaze.

## Palmarès

### Jeux olympiques
- Médaille de bronze en catégorie des moins de 74 kg aux Jeux olympiques d'été de 2012 à Londres

### Championnats du monde
- Médaille d'or en catégorie des moins de 74 kg aux Championnats du monde de lutte 2009 à Herning
- Médaille d'or en catégorie des moins de 74 kg aux Championnats du monde de lutte 2010 à Moscou

### Championnats d'Europe
- Médaille d'or en catégorie des moins de 74 kg aux Championnats d'Europe de lutte 2010 à Bakou
- Médaille d'or en catégorie des moins de 74 kg aux Championnats d'Europe de lutte 2011 à Dortmund
- Médaille d'or en catégorie des moins de 74 kg aux Championnats d'Europe de lutte 2012 à Belgrade